# Resolució 823 del Consell de Seguretat de les Nacions Unides
La Resolució 823 del Consell de Seguretat de les Nacions Unides fou adoptada per unanimitat el 30 d'abril de 1993. Després de reafirmar les resolucions 696 (1991), 747 (1992), 785 (1992) 793 (1992), 804 (1993) i 811 (1993), el Consell van expressar el seu suport a les converses de pau en curs a Abidjan entre el Govern d'Angola i UNITA sota els auspicis de les Nacions Unides i va decidir prorrogar el mandat de la Segona Missió de Verificació de les Nacions Unides a Angola (UNAVEM II) fins al 31 de maig de 1993.
Alhora expressa la preocupació del que sobre els continus atacs contra vols humanitaris internacionals, prenent nota del recent enderrocament d'un avió del Programa Mundial d'Aliments a l'est del país pels rebels d'UNITA. El Consell va exigir que es garanteixi la seguretat d'aquests vols de la UNAVEM II.
Per tant, la resolució va demanar al secretari general Boutros Boutros-Ghali presentar un informe sobre la situació a Angola i el futur paper de les Nacions Unides al país, incloda l'expansió de la presència de les Nacions Unides a Angola.